# Hipposideros fuliginosus
Hipposideros fuliginosus är en fladdermusart som först beskrevs av Coenraad Jacob Temminck 1853.  Hipposideros fuliginosus ingår i släktet Hipposideros och familjen rundbladnäsor. IUCN kategoriserar arten globalt som livskraftig. Inga underarter finns listade i Catalogue of Life.
Arten förekommer i västra och centrala Afrika. Den första populationen från Sierra Leone till Ghana och den andra från sydöstra Nigeria till västra Uganda. Hipposideros fuliginosus lever i låglandet och i kulliga områden upp till 500 meter över havet. Habitatet utgörs främst av ursprungliga fuktiga skogar. Individerna vilar i trädens håligheter och kanske i andra gömställen.